# Weinmannia ilutepuiensis
Weinmannia ilutepuiensis là một loài thực vật có hoa trong họ Cunoniaceae. Loài này được P.E.Berry & J.Bradford miêu tả khoa học đầu tiên năm 1995.